# 游泳馆

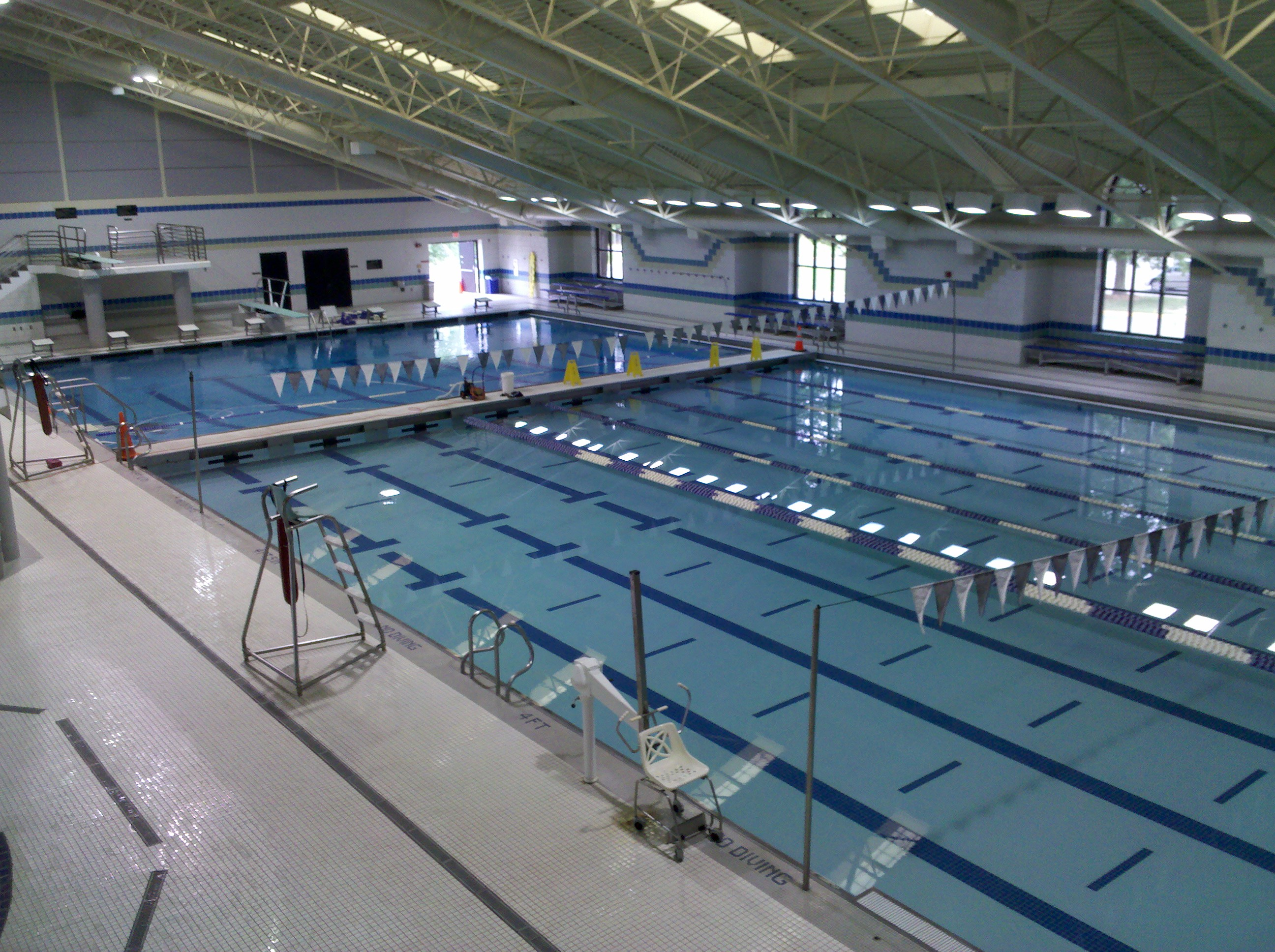
位于马里兰州奥尔尼的游泳馆

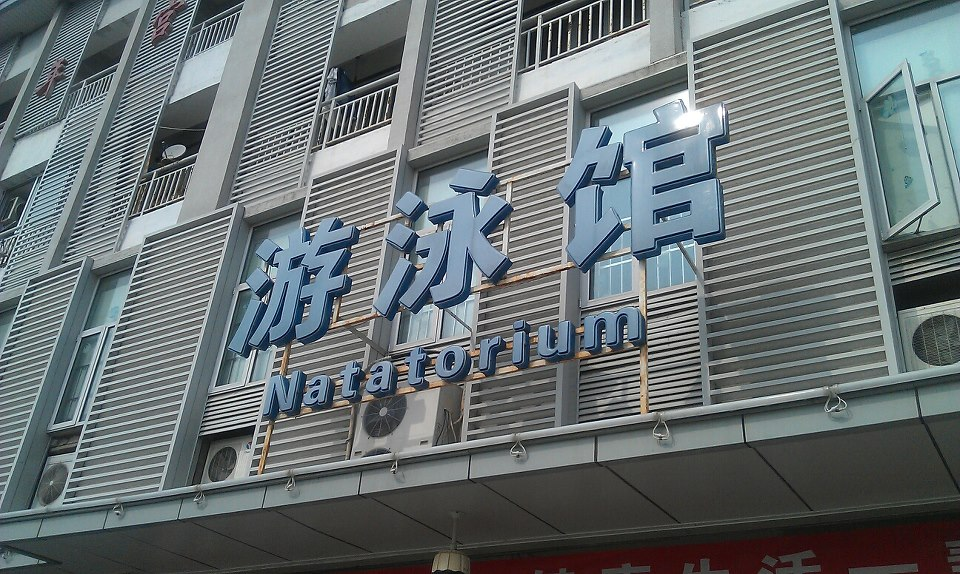
位于运城的游泳馆

游泳馆是一座拥有游泳池的建筑。